# Aborto indirecto
El aborto indirecto es el aborto que se produce como efecto secundario no deseado de una intervención médica dirigida a salvar la vida de una mujer embarazada, en la que se produce la muerte del embrión o feto. No hay, por tanto, intención primaria de acabar con la vida del feto. Se considera aborto indirecto aun cuando la muerte del feto, sin ser buscada, se hubiere previsto, pero de no intervenir, o de esperar a que el feto sea viable fuera del útero, tanto la madre como el no nacido resultarían muertos.

## Condiciones
Para hablar de aborto indirecto, deben cumplirse dos condiciones:
- La intervención médica va destinada a salvar la vida de la madre embarazada en situaciones en las que ésta corre peligro cierto.
- La viabilidad del feto es nula según los conocimientos que se poseen sobre el caso o el trastorno.

## Distinción entre aborto indirecto y otros tipos de aborto
- Aborto espontáneo: en el aborto espontáneo no concurre una decisión positiva de la voluntad, ni del médico ni de la madre, mientras que el aborto indirecto es consecuencia, aunque sea secundaria, de una decisión médica.

- Aborto terapéutico: se trata de un tipo de aborto inducido (voluntario) en el que hay una decisión directa de abortar basada en razones médicas que consideran algún tipo de riesgo para salud de la madre, tanto física como psíquica, aunque no implique necesariamente riesgo vital. El aborto indirecto no se equipara, por tanto, con el aborto terapéutico (ni, por ende, con el aborto inducido), ya que el primero se produce en intervenciones médicas distintas del aborto en sí mismo, siendo éste una consecuencia derivada.

- Aborto eugenésico: se trata también de un aborto inducido, en el que la razón para tomar la decisión de finalizar el embarazo se basa en la presencia en el feto de una anomalía genética detectada mediante pruebas médicas y valorada negativamente,[3] como puede ser el Síndrome de Down.[4]

## Implicaciones deontológicas
Desde el punto de vista ético, se sujeta al principio de doble efecto, según el cual una persona no es igualmente responsable por todos los efectos malos que se puedan seguir de su acción, sino que existe una diferencia fundamental entre aquellos que intenta directamente y aquellos otros que solo prevé o debe prever. Un claro ejemplo de aborto indirecto es el que resulta de la intervención en un embarazo ectópico, es decir, cuando el óvulo fecundado anida en las trompas de Falopio o en otras zonas que no disponen de suficiente espacio ni de tejido nutricional para el feto. En estos casos, existe claro riesgo para la integridad física de la madre, pues como consecuencia del crecimiento del feto, acabará reventando el órgano que lo contiene, y además, este tipo de embarazos no evolucionan hacia el nacimiento de un neonato vivo.
La relevancia deontológica de la distinción entre aborto directo e indirecto afecta al dilema de conciencia que se presenta en el ámbito médico a la hora de realizar una intervención entre cuyas consecuencias esté incluido el riesgo para la vida, ya sea la de la madre o la del feto.

## Origen del término
La distinción entre aborto directo y aborto indirecto tiene su origen en el siglo XVI cuando los moralistas y juristas españoles analizan el alcance de la prohibición del aborto entonces vigente.
Aunque es desarrollada principalmente por autores católicos, tiene un fundamento estrictamente filosófico. 

«Este fundamento radica en que si la dignidad de la persona prohíbe los actos voluntarios de los que se siguen ciertos efectos malos, esa prohibición debe limitarse a los efectos procurados como fin o como medio. De lo contrario, o estas prohibiciones serían imposibles de cumplir, o su alcance tendría que limitarse por distinciones que solo reflejan diferencias en la causalidad física pero no en la voluntariedad.» Miranda Montecinos, Alejandro (2014). ‘’Acta bioethica’’ 20 (2)

Edwin F. Healy hace una distinción entre "abortos directos", es decir, aborto que es un fin o un medio, y "abortos indirectos", donde la pérdida del feto se considera un "efecto secundario".